# Enterotípus
Az enterotípus élőlények osztályozása bélflórájuk bakteriológiai ökoszisztémája alapján. A Nature tudományos folyóirat 2011. áprilisi számában Peer Bork és munkatársai jelentették be három emberi enterotípus felfedezését. Úgy találták, hogy az enterotípus nem függ az életkortól, nemtől, testsúlytól vagy nemzetiségtől. Vannak arra utaló jelek, hogy az étrend hosszú távon befolyásolja az enterotípust.
A csimpánzok enterotípusai felépítésükben hasonlóak az emberéhez. Longitudinális adatgyűjtést használva a kutatók azt találták, hogy a vizsgált csimpánzok enterotípusa időben változhat.
Az 1-es típust a Bacteroides magas szintje jellemzi, a 2-es típusban kevés a Bacteroides, de gyakori a Prevotella, a 3-as típusban magas a Ruminococcus szintje.